# Amado Batista (álbum)
Lady Mary é o álbum de compacto duplo do cantor brasileiro Amado Batista, lançado em 1975.Esse álbum não teve grande repercussão na carreira do cantor já que nem a própria família chegou a comprar.
Estima-se que ele tenha vendido na faixa de mil discos apenas.

## Faixas
| N.º | Título                  | Duração |  |
| 1.  | "Chitãozinho e Chororó" | 3:16    |  |
| 2.  | "Naqueles tempos"       | 2:42    |  |
| 3.  | "Lady Mary"             | 1:51    |  |
| 4.  | "Deus"                  | 1:51    |  |